# Emmanuel-Philibert de Savoie (1972)
Pour les articles homonymes, voir Emmanuel-Philibert de Savoie.
Titres
Prétendant au trône d’Italie
Depuis le 3 février 2024
(1 an, 6 mois et 11 jours)
Prince héritier d'Italie
(de jure)
18 mars 1983 – 3 février 2024
(40 ans, 10 mois et 16 jours)
Emmanuel-Philibert de Savoie (en italien Emanuele Filiberto di Savoia), duc de Savoie, prince de Piémont et de Venise, né le 22 juin 1972 à Genève, en Suisse, est, depuis le 3 février 2024, le chef de la maison royale d’Italie (maison de Savoie).
Fils unique de Victor-Emmanuel de Savoie, duc de Savoie et prince de Naples, et de Marina Doria, il est le petit-fils d’Humbert II, le dernier roi d’Italie, et de sa femme la « Reine de mai », Marie-José de Belgique. Bien qu'il ne soit pas issu d'un mariage dynastique, son grand-père lui confère le titre de prince de Venise à sa naissance.

## Biographie

### Jeunesse et études
La monarchie italienne étant abolie depuis le 2 juin 1946 et son père et son grand-père ne pouvant séjourner sur le territoire italien, c'est en exil que le fils unique du prince Victor-Emmanuel voit le jour et vit pendant ses trente premières années, principalement à Genève en Suisse. Emmanuel-Philibert porte dès sa naissance le titre de prince de Venise que lui confère son grand-père, le roi Humbert II. En 1983, à la mort de son grand-père, dernier roi d'Italie, son père porte dès lors le titre de duc de Savoie et lui devient prince de Piémont.
Après avoir fréquenté le Lycée Le Rosey jusqu'en 1990, il a obtenu un baccalauréat scientifique à l'Institut Gamma à Lausanne et a entrepris des études d'architecture à l'Université de Genève, qu'il a abandonnées pour la banque et la finance, d'abord à la Republic New York Corporation (en) de Genève et ensuite, pendant dix années, à la Banque SYZ.

### Engagements politiques
En 2002, après avoir longtemps revendiqué son droit de retour au pays et l'abrogation de la loi d'exil de la Constitution italienne, le duc de Savoie est autorisé à retourner en Italie avec sa famille après 56 ans d'exil. Lui et son fils avaient, à cette fin, déposé une requête devant la Cour européenne des droits de l'homme. L'activisme du prince Emmanuel-Philibert pour obtenir la levée de la loi d'exil a joué un grand rôle dans cette abrogation : plus apprécié du peuple italien que son père, il a en outre fait valoir qu'un homme né en 1972 n'avait pas à souffrir de la compromission de sa famille avec le fascisme.
En 2006, le prince Emmanuel-Philibert a pris ses distances avec son père à la suite des problèmes judiciaires de celui-ci.
Il se présente aux élections générales italiennes de 2008, comme tête de liste de Valeurs et Futur, dans la circonscription des Italiens de l'étranger (il habite en Suisse). Il obtient 0,44 % des voix au décompte.
Lors des élections européennes de juin 2009, l'UDC le choisit comme candidat dans la circonscription Nord-Ouest.
Il fonde en juin 2020 le parti Réalité Italie, qui entend restaurer la monarchie.
En janvier 2021, il présente ses excuses pour les lois raciales antisémites signées par Victor-Emmanuel III en 1938 (que son père Victor-Emmanuel n'a jamais voulu présenter).
En 2022, il saisit la justice pour les bijoux de la couronne, d’une valeur estimée à 300 millions d’euros, confisqués à la famille royale lors de la proclamation de la République.

### Participation à des émissions de télé-réalité
Début 2009, il participe à l'émission de télé-réalité Ballando con le stelle 5 (Danse avec les stars italien). Au bout des deux mois des épreuves, il remporte la compétition.
En 2010, il participe au festival de la chanson de San Remo en faisant un duo avec Pupo, un chanteur italien ; le prince termine à la seconde place, ce qui lui vaut de nombreuses polémiques et railleries en Italie.
En 2011, il est invité dans l'émission de télé-réalité L'isola dei famosi 8, une version célébrités de Koh-Lanta. Des personnalités mondialement connues comme Ivana Trump ou Oscar Pistorius ont été invitées comme lui lors des précédentes éditions.
En 2012, il est l'animateur de la version italienne de Pékin Express. D'ailleurs en 2013, il a été invité dans Pékin Express : Le Coffre maudit en tant que « passager mystère » au même titre qu'Adriana Karembeu ou Alexandra Rosenfeld. Dès la saison 2, en 2013 il est remplacé par l'animateur Costantino della Gherardesca.
En 2013, il participe à l'émission de télé crochet Un air de star sur M6, au côté notamment de Valérie Bègue, de Nicoletta, de Natasha St Pier, d'Amaury Vassili, de Florent Mothe, de Jérôme Anthony ou encore de Delphine Chanéac.
En mars 2014, il crée la société Royal Me Up Productions avec Telfrance, un groupe audiovisuel français.
En février 2015, il concourt dans l'émission de télé-réalité italienne Notti Sul Ghiaccio 3 (équivalent de Skating with the Stars ou Ice Show). Il a pour partenaire la championne américaine Jennifer Wester (en).
En janvier 2019, dans un épisode de la série Street Food Icons de Vice, il présente son food truck de pâtes fraîches à Los Angeles.

### Chef de la maison de Savoie
Son père meurt le 3 février 2024, et Emmanuel-Philibert devient le nouveau chef de la maison de Savoie et prétendant au trône d'Italie.
En tant que tel, il plaide pour le retour des cendres du roi Humbert II et de la reine Marie-José, derniers souverains d'Italie. En 2025, il affirme avoir obtenu l'accord de la présidente du Conseil des ministres Giorgia Meloni, ainsi que le soutien de plusieurs ministres et du Vatican, pour rapatrier les cendres de ses grands-parents au Panthéon de Rome.
Parallèlement à ces événements, le tribunal civil de Rome rejette le 15 mai 2025 la demande de restitution des bijoux de la Couronne formulée par Emmanuel-Philibert et ses tantes. Ces bijoux, appartenant à l'ancienne famille royale, avaient été déposés à la Banque d'Italie par le roi Humbert II, avant son départ en exil. L'avocat du prince annonce que la famille royale entend se tourner vers la Cour européenne des droits de l'homme.

## Titulature et honneurs

### Titulature
Les titres portés actuellement par les membres de la maison de Savoie n’ont pas d’existence juridique en Italie et sont considérés comme des titres de courtoisie. Ils sont attribués par le chef de maison.
- 22 juin 1972 - 30 janvier 1984 : Son Altesse Royale le prince de Venise (naissance) ;
- 30 janvier 1984 - 3 février 2024 : Son Altesse Royale le prince de Piémont, prince de Venise ;
- depuis le 3 février 2024 : Son Altesse Royale le duc de Savoie, prince de Piémont, prince de Venise.

### Honneurs dynastiques de la maison de Savoie
- Grand-maître et chevalier de l'ordre suprême de la Très Sainte Annonciade[10],
- Grand-maître et grand-croix de l'ordre des Saints-Maurice-et-Lazare[10],
- Grand-maître et grand-croix de l'ordre civil de Savoie[10],
- Grand-maître et grand-croix de l'ordre du Mérite de Savoie[10],
- Médaille de l'Assemblée des sénateurs du Royaume[10].

### Honneurs étrangers
- Grand-croix d'honneur et de dévotion de l'ordre souverain et militaire de Malte (27 septembre 2023)[11],
- Bailli grand-croix de justice de l'ordre sacré et militaire constantinien de Saint-Georges (maison de Bourbon-Siciles, 2003)[12],
- Chevalier de l'ordre des Arts et des Lettres (France)[13],
- Grand-officier de l'ordre de Saint-Charles (Monaco, 1er mars 2003)[14],
- Médaille de l'avènement du prince Albert II de Monaco (Monaco, 19 novembre 2005),
- Chevalier de l'ordre de Petrovitch-Njegosh (maison Petrovitch-Njegosh de Monténégro),
- Chevalier de l'ordre de Saint-Pierre de Cetinje (maison Petrovitch-Njegosh de Monténégro),
- Grand-croix de l'ordre du prince Danilo Ier (maison Petrovitch-Njegosh de Monténégro),
- Chevalier de l'ordre de Saint-Alexandre Nevski (maison Romanov, 20 janvier 1994)[15],
- Collier de l'ordre du Tambour (maison royale du Rwanda)[16].

## Mariage et descendance

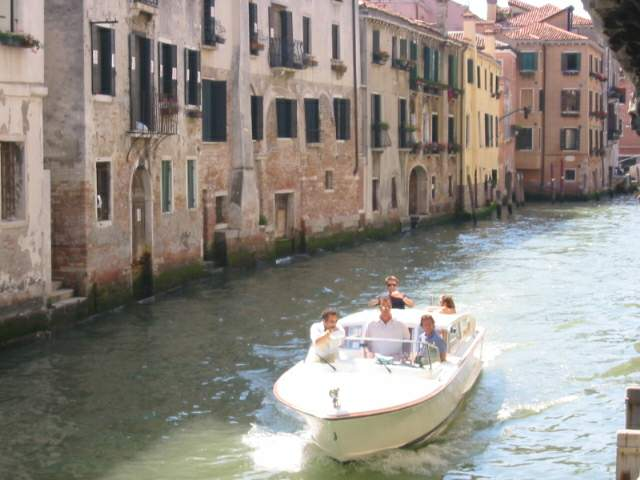
Le prince Emmanuel-Philibert de Savoie et la princesse Clotilde, princesse de Venise et de Piémont à Venise en 2005.

Le 25 septembre 2003, il épouse l'actrice française Clotilde Courau à Rome, en la basilique Sainte-Marie-des-Anges-et-des-Martyrs. Le couple a deux filles, toutes deux nées hors d'Italie après l'abrogation de la loi d'exil en 2002 :
- la princesse Vittoria Cristina Chiara Adelaide Maria de Savoie, princesse de Carignan, marquise d'Ivrée[17] (née le 28 décembre 2003 à Genève, Suisse) ;
- la princesse Luisa Giovanna Bianca Agata Gavina Maria de Savoie, princesse de Chieri, comtesse de Salemi[17] (née le 16 août 2006 à Genève, Suisse).

En janvier 2025, Vanity Fair révèle sa relation avec le mannequin mexicain Adriana Abascal (en).